# Klimkovice
Klimkovice är en stad i Tjeckien. Den ligger i den östra delen av landet, 270 km öster om huvudstaden Prag. Klimkovice ligger 266 meter över havet och antalet invånare är 3 779.
Terrängen runt Klimkovice är huvudsakligen platt, men västerut är den kuperad. Runt Klimkovice är det ganska tätbefolkat, med 124 invånare per kvadratkilometer. Närmaste större samhälle är Ostrava, 12,3 km öster om Klimkovice. Trakten runt Klimkovice består till största delen av jordbruksmark.